# Venus von Waldstetten
Die Venus von Waldstetten ist eine ca. 15.000 Jahre alte Venusfigurine aus Quarzitgeröll. Das Fundstück wurde offenbar von Menschen zum Fundplatz gebracht. Die Figur ist in ihrer grundlegenden Gestalt unbearbeitet, weist aber Gravierungen auf, die eindeutig von Menschen ausgeführt wurden. Daher wird sie als Frauenfigur interpretiert. Sie ist 5,8 cm lang bei einer maximalen Breite von 1,9 cm; 2,5 cm dick und 25,3 g schwer.
Die umlaufende Gravierung im Halsbereich bewirkt, dass neben der Deutung als Frauenfigur auch eine Deutung als Phallusdarstellung möglich ist, analog etwa zur Interpretation der Doppelgeschlechtlichkeit der sogenannten Roten von Mauern. Die am „Kopf“ umlaufende Gravierung kann allerdings auch als Hilfe beim Aufhängen der Figur betrachtet werden.
Die Fundstelle liegt bei Waldstetten im Ostalbkreis auf einer Geländestufe zwischen dem Remstal und der Schwäbischen Schichtstufenlandschaft. Aufgelesen wurde das Artefakt im Winter 2015/2016 von dem Amateurarchäologen Adolf Regen vom Arbeitskreis Steinzeit Schwäbisch Gmünd. Die Bestätigung des Stücks als authentische prähistorische Frauenfigur nahm Harald Floss vor, Prähistoriker an der Universität Tübingen.
Die Venus von Waldstetten wird mit den Figurinen vom Gestaltungstyp Gönnersdorf verglichen, die für das Magdalénien typisch sind. Namensgebend für diesen Typ von Frauenfiguren sind die etwa gleich alten, gravierten Darstellungen weiblicher Körper auf Schieferplatten aus Gönnersdorf. Aufgrund ihrer außergewöhnlichen kulturhistorischen Bedeutung ist die Figur in das Eigentum des Landes Baden-Württemberg übergegangen.